# Liste der Kulturdenkmäler in Wiesbaden

Wiesbaden

Die Liste der Kulturdenkmäler in Wiesbaden enthält die Kulturdenkmäler in Wiesbaden. Rechtsgrundlage für den Denkmalschutz ist das Denkmalschutzgesetz in Hessen.
Sie lässt sich nach den Stadtbezirken gliedern:
Innenstadt:
Gesamtanlagen:
- Liste der großflächigen Kulturdenkmäler in Wiesbaden

Einzeldenkmäler:
- Mitte (Historisches Fünfeck)
- Mitte (südliche und westliche Stadterweiterungen)
- Nordost
- Nordost (Villengebiete)
- Nordost (Nordfriedhof)
- Rheingauviertel
- Südost
- Südost (Villengebiete)
- Klarenthal
- Westend

Vororte:
- Auringen
- Biebrich
- Bierstadt
- Breckenheim
- Delkenheim
- Dotzheim
- Erbenheim
- Frauenstein
- Heßloch
- Igstadt
- Kloppenheim
- Mainz-Amöneburg
- Mainz-Kastel
- Mainz-Kostheim
- Medenbach
- Naurod
- Nordenstadt
- Rambach
- Schierstein
- Sonnenberg